# Iridopelma zorodes
Iridopelma zorodes är en spindelart som först beskrevs av Cândido Firmino de Mello-Leitão 1926. 
Iridopelma zorodes ingår i släktet Iridopelma och familjen fågelspindlar. Inga underarter finns listade i Catalogue of Life.